# Dniproavia
Dniproavia (ukrainisch Дніпроавіа; russisch Днеправиа) war eine ukrainische Fluggesellschaft mit Sitz in Dnipro und Basis auf dem Flughafen Dnipropetrowsk (dem heutigen Flughafen Dnipro).

## Geschichte
Die Fluggesellschaft wurde im Jahr 1996 gegründet und nahm den Betrieb in Dnipropetrowsk auf. Sie war ursprünglich ein Teil von Aeroflot. Am 22. Juni 2006 wurde das Unternehmen, inklusive des Flughafens Dnipro, zur Aktiengesellschaft. Sie ist im Besitz von State Property Fund of Ukraine.
Im Februar 2007 wurde eine Zusammenarbeit mit der Fluglinie Donbassaero und Aerosvit Airlines vereinbart. Anfang 2010 stellten die unter der Kontrolle der Privat-Gruppe von Ihor Kolomojskyj stehenden Fluggesellschaften beim Kartellamt der Ukraine einen Antrag auf Zusammengehen.
Am 8. Januar 2013 stellte Dniproavia den Betrieb ein, nachdem einige Tage zuvor bereits die Insolvenz der Schwestergesellschaft AeroSvit bekannt gegeben worden war. Zum 1. Februar 2013 wurden der Flugbetrieb mit einer Flotte von Embraer ERJ 145 wieder gestartet.

## Ziele

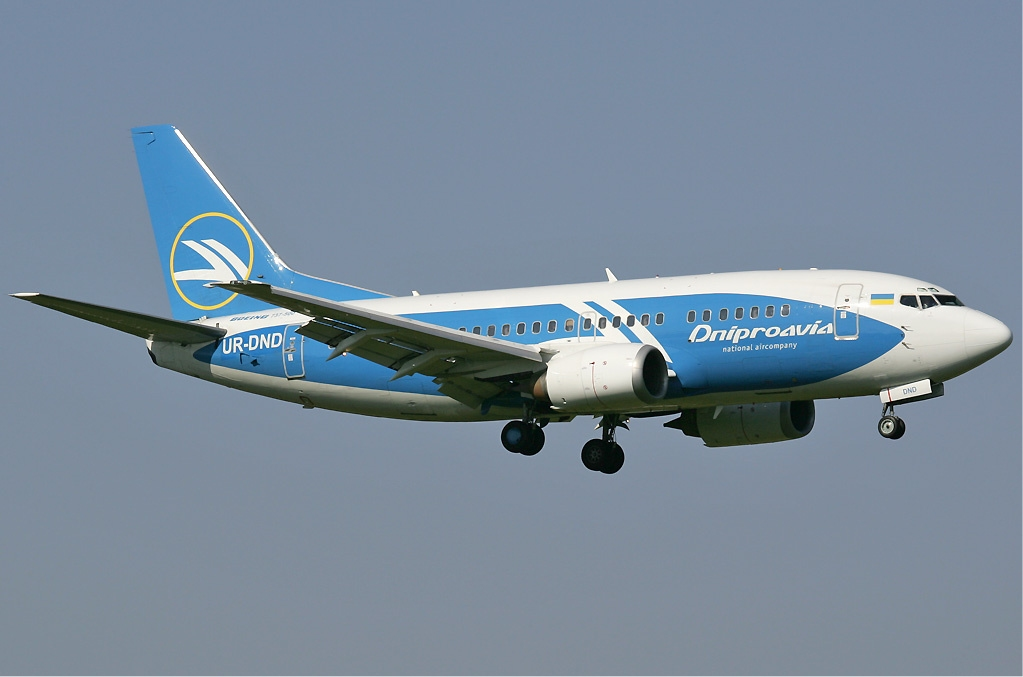
Boeing 737-500 der Dniproavia

Im Sommerflugplan 2013 flog Dniproavia folgende Ziele an
- National: Dnipro, Kiew, Lwiw, Iwano-Frankiwsk, Sewastopol
- International: Moskau, Jerewan

## Flotte

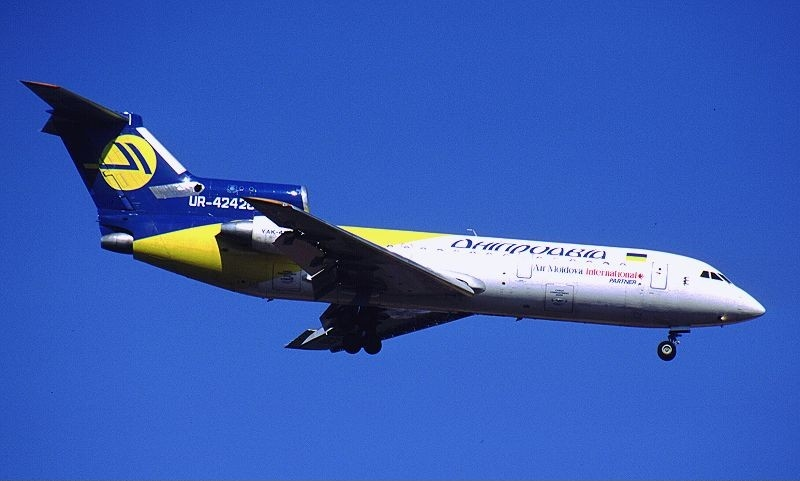
Jakowlew Jak-42 der Dniproavia

### Flotte bei Betriebseinstellung
Mit Stand März 2018 waren keine Flugzeuge auf Dniproavia registriert.

### Zuvor eingesetzte Flugzeuge
Darüber hinaus setzte Dniproavia in der Vergangenheit noch folgende Flugzeugtypen ein:
- Antonow An-26
- Boeing 737
- Boeing 767
- Embraer 145
- Embraer 190
- Jakowlew Jak-40
- Jakowlew Jak-42

## Zwischenfälle
Die Dniproavia Airlines verzeichnete in ihrer Geschichte keine Zwischenfälle mit Todesopfern, nur zwei gravierende Vorfälle, wobei bei einem davon eine Embraer ERJ 145 (Kennzeichen UR-DNK) abgeschrieben werden musste.